# العلاقات البرتغالية المغربية
العلاقات المغربية البرتغالية ضاربة في عمق التاريخ، ودامت عدة قرون إلى يومنا هذا. بدأت أولى بوادر الإتصال بين البلدين في القرن الثامن خلال الفتوحات الإسلامية لشبه الجزيرة الإيبيرية. وبعد سقوط الأندلس وتحديدا في القرن الخامس عشر إستولت البرتغال على عدة أراضي مغربية من خلال ٱحتلال المدن وإقامة المستوطنات المحصنة على طول الساحل المغربي تمهيدا للتوسع في أفريقيا.

## الفتح الإسلامي خلال القرن الثامن
بعد فتح الدولة المغربية لجنوب الجزيرة الايبيرية على يد القائد الأمازيغي طارق بن زياد في 711م، غزت الجيوش العربية والأمازيغية بقية ايبيريا بل تجاوزتها إلى حدود جنوب فرنسا ووصلت إلى بواتييه وإلى نهر الرون ولم تتوقف القوات عن التقدم حتى خسرت في معركة بلاط الشهداء نقطة التحول في 732م، فأصبح بذلك نهر دويرو هو الفاصل بين الأراضي المسيحية وأراضي المسلمين، وأصبحت الأرض بين نهر دويرو ونهر مينهو تابعة لكونتية البرتغال التي ستتحول إلى مملكة البرتغال فيما بعد تحت حكم ألفونسو الأول في 1129.

## تأييد البرتغال لمبادرة الحكم الذاتي
إن تطور العلاقات الثنائية بين المغرب والجمهورية البرتغالية، عرف تطورا ملحوظا في الآونة الأخيرة، وهو ما جعل من هذه الأخيرة تعلن دعمها الكامل لمخطط الحكم الذاتي الذي تقدم به المغرب لحل النزاع الإقليمي حول قضية الصحراء المغربية، واصفة إياه بالأساس الأكثر جدية ومصداقية للتوصل إلى حل نهائي لهذا الخلاف.
وقد تم التعبير عن هذا الموقف في الإعلان المشترك الذي اعتمده وزير الشؤون الخارجية والتعاون الإفريقي والمغاربة المقيمين بالخارج، ناصر بوريطة، ووزير الدولة وزير الشؤون الخارجية البرتغالي، باولو رانجيل، عقب لقائهما اليوم الثلاثاء 22 يوليوز 2025 ، بلشبونة.

## العلاقات الاقتصادية والاجتماعية بين البلدين
شهدت العلاقات الاقتصادية بين المغرب والبرتغال تطورا ملحوظا، خلال السنوات الأخيرة، حيث بلغ حجم التبادل التجاري سنة 2023 ما قيمته 23,5 مليار درهم، بزيادة 20 بالمائة مقارنة بسنة 2022 بحسب معطيات لمكتب الصرف،  وقد أشاد وزير الدولة والشؤون الخارجية بالجمهورية البرتغالية، باولو رانجيل، بلشبونة، بعلاقات التعاون الثنائي الممتازة مع المملكة المغربية، مجددا التأكيد على الرغبة المشتركة في تعزيز الشراكة الاستراتيجية بين البلدين، التي تشكل نموذجا مثاليا للتعاون بين البلدين،
وتطور العلاقات الثنائية بين البرتغال والمغرب لم يقتصر على ما هو اقتصادي فقط بل شمل أيضا الجانب الاجتماعي والإنساني، ففي سبتمبر 2024، أرسل المغرب طائرتين من طراز “كنادير” وطائرة دعم من طراز “كازا” وفرقا فنية للمساعدة في إخماد الحرائق في شمال البرتغال، منذ عام 2016، نفذت الطواقم المغربية ما يقرب من 70 مهمة في البرتغال، بإجمالي أكثر من 230 ساعة طيران،
وهذه المهام المتكررة تؤكد على الشراكة القوية والموثوقة بين البلدين في الاستجابة للكوارث الطبيعية.

## توسع المغرب في شبه الجزيرة الإيبيرية (القرنين 11-14م)

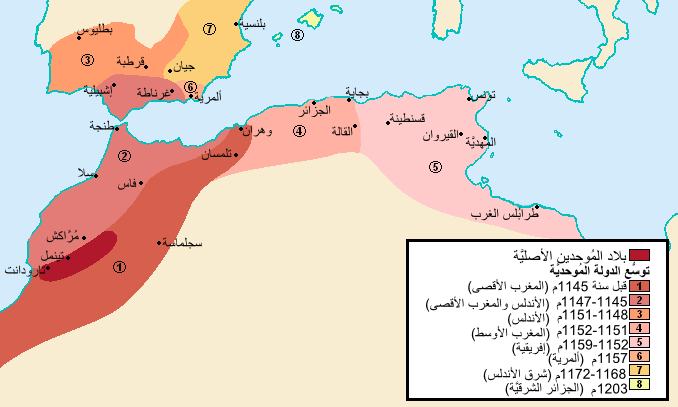
مراحل توسع الإمبراطورية الموحدية

تعرضت البرتغال مرة أخرى إلى توسع الإمبراطورية المغربية تحت حكم المرابطين والموحدين بين القرنين 11م و13م.
تمكنت البرتغال من ٱستعادة لشبونة خلال حصار لشبونة في 1147م.

## التوسع البرتغالي في المغرب (1415-1515م)

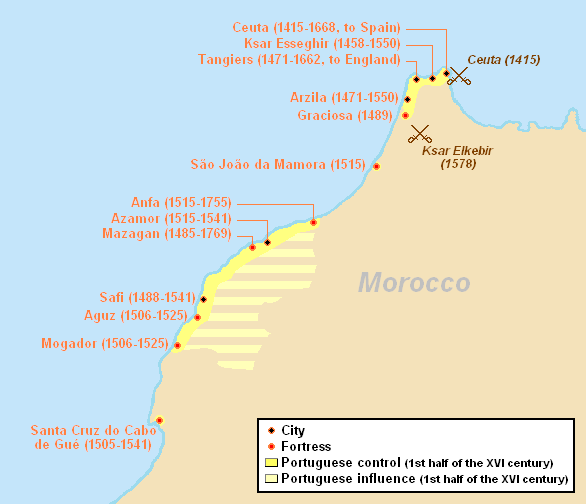
المستعمرات البرتغالية في المغرب (1415-1769).
----
مدينة
حصن
مناطق تحكم البرتغال (النصف الأول من القرن 16)
مناطق التأثير البرتغالي (النصف الأول من القرن 16)

بدأت البرتغال تحتل أجزاء من السواحل المغربية بدءا بٱحتلال سبتة سنة 1415 التي حاصرها المغاربة لإرجاعها مدة ثلاث سنوات بدون جدوى. ثم تحت حكم أفونسو الخامس، إحتلت البرتغال القصر الصغير (1458)، طنجة (بعد فوز وخسارة عدة مرات بين 1460 و 1464) و أصيلا (1471)، وبفضل هذه الإنجازات تم تلقيب ألفونسو الخامس بلقب الإفريقي.
وقَّعت البرتغال وإسبانيا اتفاقا سنة 1496 لتقسيم ساحل شمال أفريقيا بينهما، ومما نص عليه الاتفاق اكتفاء إسبانيا باحتلال الأراضي الواقعة شرق جزيرة قميرة فقط، لكن هذا التقييد سينتهي مع اتحاد التاجين البرتغالي والإسباني تحت حكم فيليب الثاني بعد الانهزام في معركة وادي المخازن سنة 1578، إذ ستبدأ إسبانيا في القيام بتدخلات عسكرية مباشرة في المغرب كما حدث في احتلال مدينة العرائش.
وفي المجمل إحتلت البرتغال ستة 6 مدن مغربية وبنت ستة حصون على السواحل المغربية الأطلسية بين نهر اللوكوس شمالا و وادي سوس جنوبا، وهذه المدن الست هي: سبتة (1415-1668)، القصر الصغير (1458-1550)، طنجة (1471-1661)، أصيلة (1471-1549)، آسفي (1488-1541)، وأزمور (1513-1541).

## الإسترداد المغربي (1541-1769)

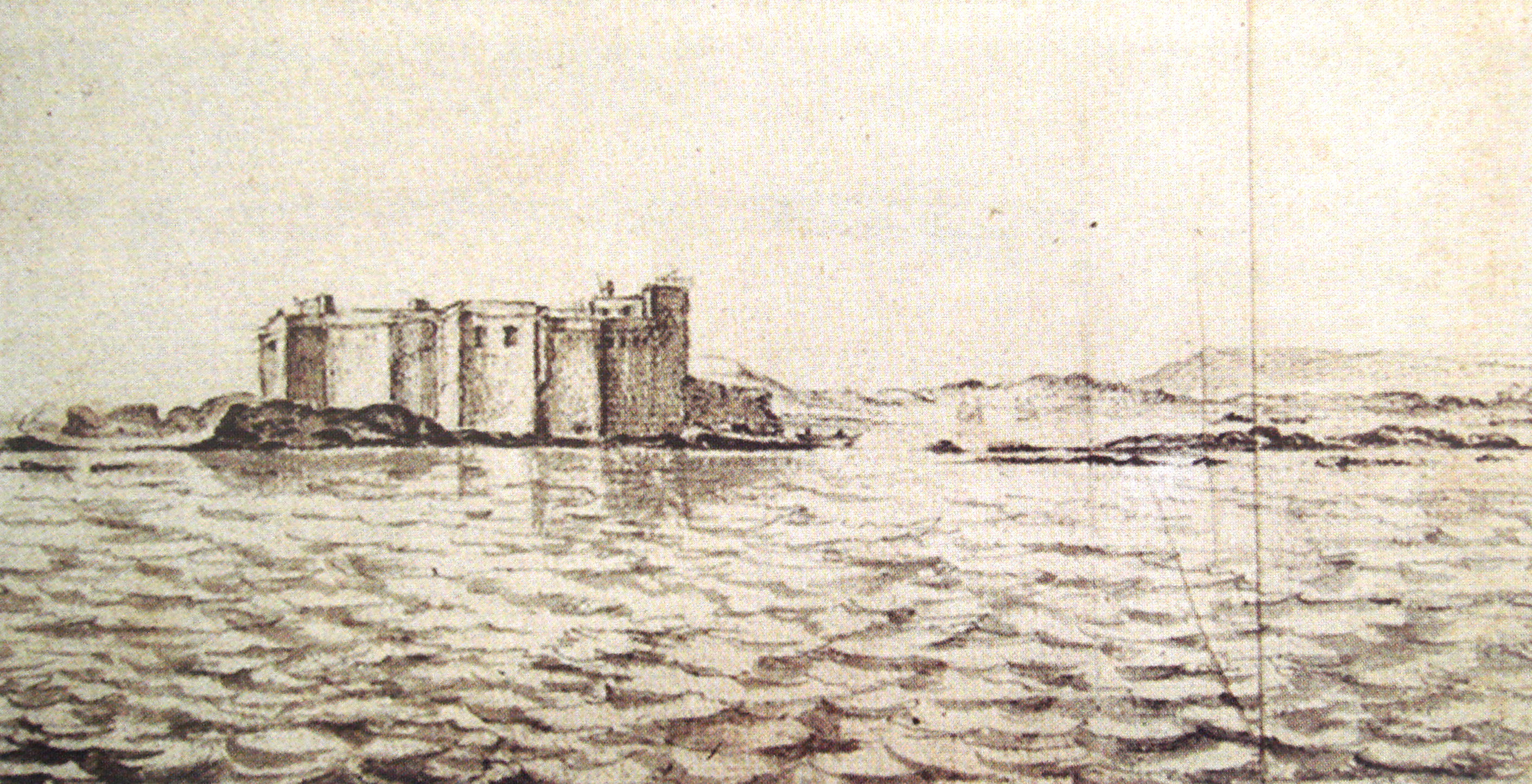
لوحة Castelo Real «القصر الملكي» في موكادور لأدريان ماثام سنة 1641.

من ببن الستة حصون التي بناها البرتغاليون، أربعة لم تدم سوى لمدة قصيرة: حصن غراسيوسا (1489), حصن São João في المعمورة (1515), حصن كاستيلو ريال في موكادور (1506-1510)، أگوز (1520-1525)، واثنان تحولتا إلى مستوطنتين حضريتين دائمتين: سانتا كروز دو كابو (أكادير تأسست في 1505-1506)، ومازاگان (تأسست في 1514-1517).
تم إرغام البرتغاليين على التخلي عن معظم مستوطناتهم بين 1541 و1550 في أعقاب المقاومة المسلحة بقيادة محمد الشيخ وخاصة مع إسترجاع أكادير سنة 1541 وإسترجاع فاس سنة 1550، إلا أنهم ٱحتفظوا ببعض المدن: سبتة (1415-1668)، طنجة (1471-1661)، ومازاگان (1502-1769).
أكبر خسارة تكبدها البرتغاليون كانت في معركة وادي المخازن سنة 1578 "Batalha de Alcácer Quibir" ففيها قُتِل ملك البرتغال سيباستيان الأول وتم القضاء على جيشه من قبل القوات المغربية بقيادة عبد المالك السعدي.

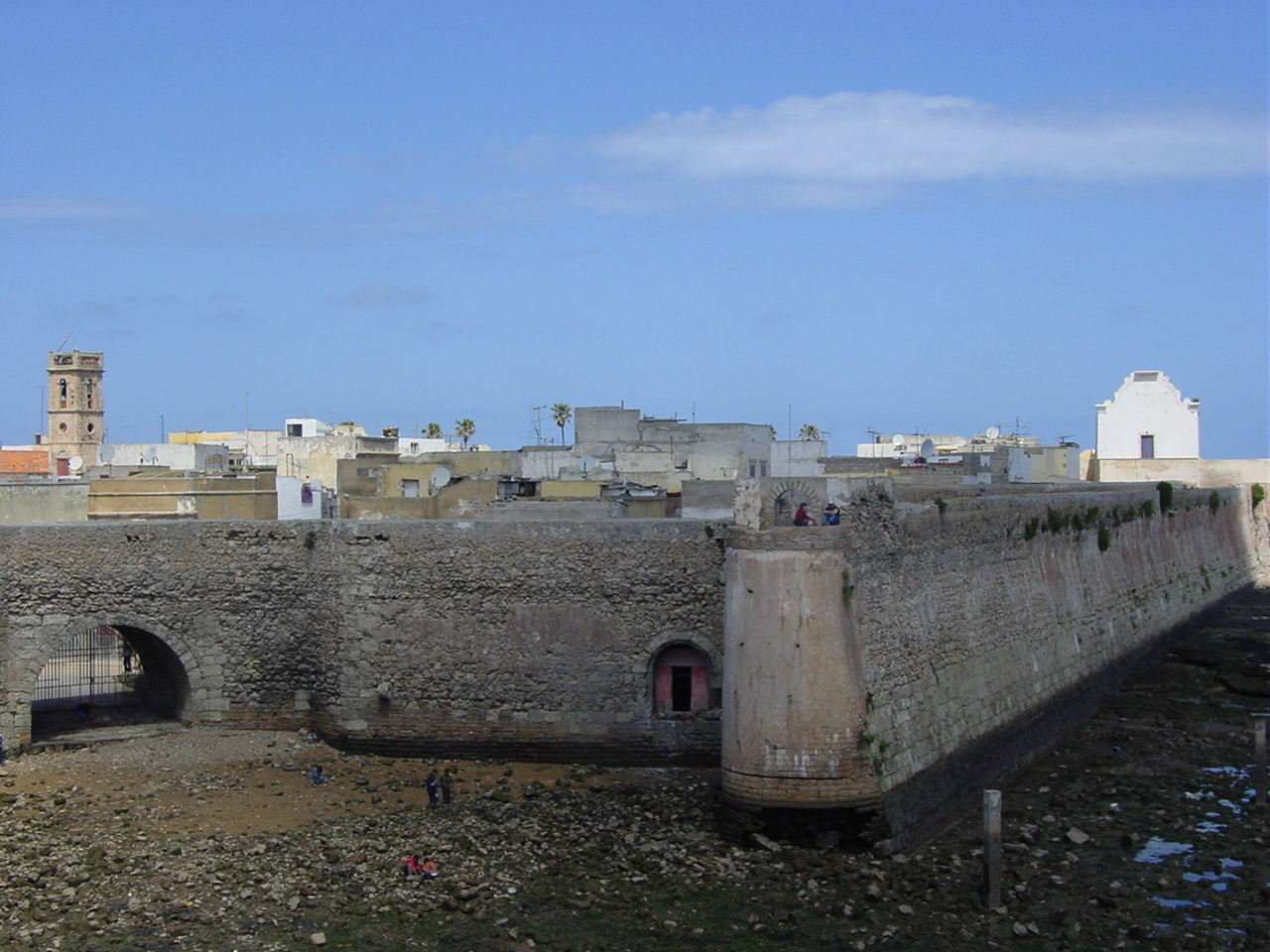
أسوار مازاگان (الجديدة حاليا) بناها البرتغاليون.

تخلت إنجلترا عن طنجة سنة 1661 من أجل دعم البرتغال في حرب الاستعادة ضد إسبانيا، لكن تم تسليم سبتة إلى إسبانيا سنة 1668 بموجب معاهدة لشبونة التي ٱعتبرت بَيت براغانزا السلالة الحاكمة الجديدة في البرتغال وباقي المستعمرات في الخارج. هذه الأحداث ساهمت في إنهاء تواجد البرتغال في المغرب بعدما خرجت من آخر مدينة (مازاگان) تحت ضغط من محمد بن عبد الله سنة 1769.
بعد خمس سنوات وتحديدا في سنة 1774 أبرمت حكومتا المغرب والبرتغال إتفاق سلام وصداقة، وهو يعتبر واحدا من بين أقدم الإتفاقيات الثنائية الموقعة مع بلد آخر بالنسبة لكلا البلدين.